# Henryk Kupiszewski
Henryk Kupiszewski (ur. 13 stycznia 1927 w Książnicach Wielkich, zm. 3 kwietnia 1994 w Warszawie) – polski znawca prawa rzymskiego, filozof i moralista, dyplomata.

## Życiorys

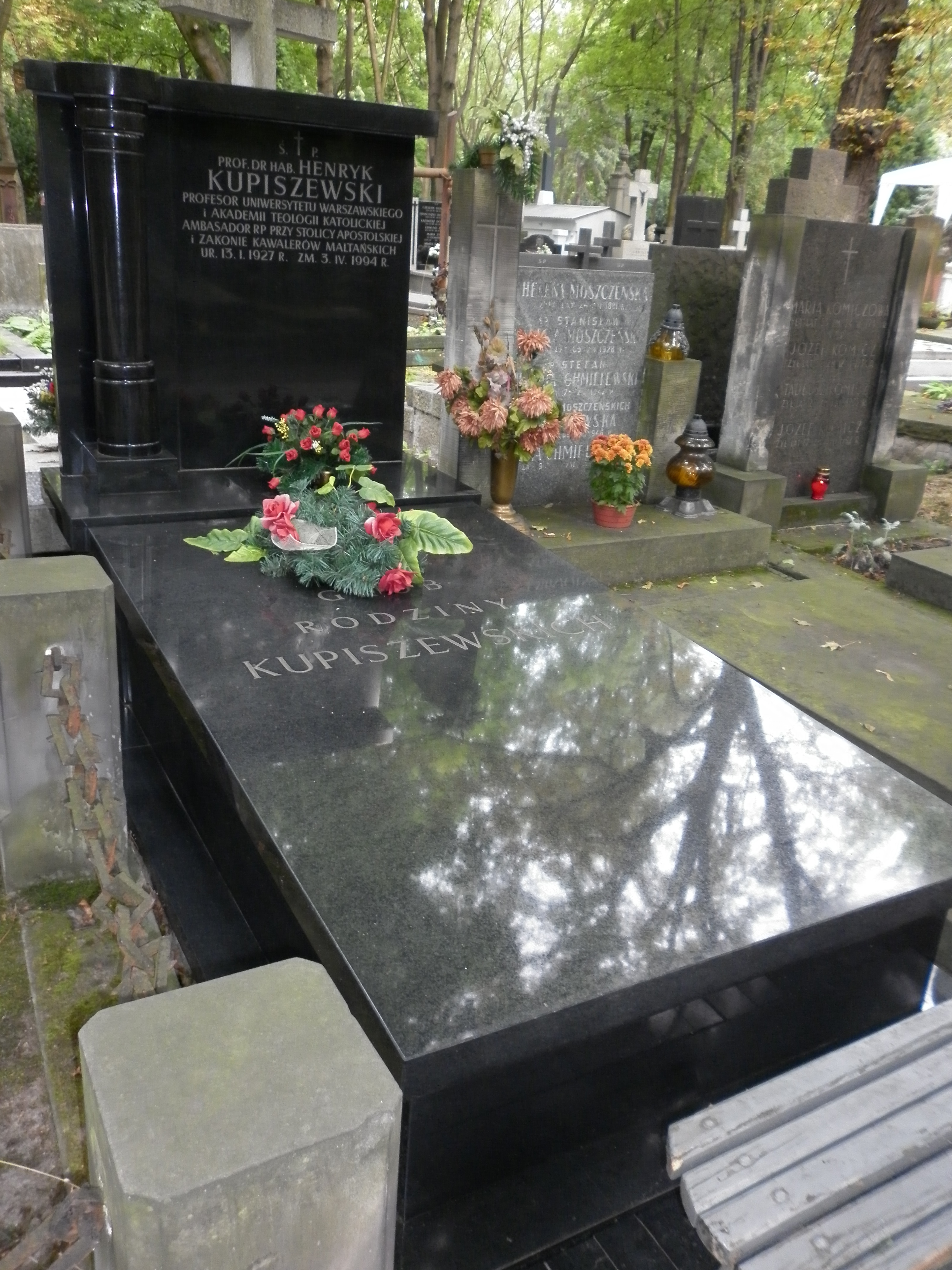
Grób Henryka Kupiszewskiego

Studiował na Uniwersytecie Jagiellońskim w latach 1946–1950. Począwszy od 1951 został asystentem Prof. Rafała Taubenschlaga, pod którego przewodnictwem przepracował osiem lat w Instytucie Praw Antycznych i Papirologii UW. W 1957 r. uzyskał na podstawie pracy „The Iuridicus Alexandreae” stopień kandydata nauk historycznych. W latach 1958–9 studiował na Uniwersytecie w Munster pod kierunkiem prof. Maxa Kasera. Habilitację uzyskał w 1964 na podstawie pracy „Zaręczyny w prawie rzymskim”. W 1971 uzyskał profesurę nadzwyczajną, a w 1988 profesurę zwyczajną. Wykładał na Wydziale Prawa i Administracji Uniwersytetu Warszawskiego oraz na Akademii Teologii Katolickiej. Jego dorobek naukowy i dydaktyczny był znaczący: opublikował ponad 100 prac naukowych. Redaktor „The Journal of Juristic Papyrology”. Promował pięciu doktorów.
W latach 1990–1994 był ambasadorem Polski przy Stolicy Apostolskiej i Zakonie Kawalerów Maltańskich. Odznaczony Krzyżem Kawalerskim Orderu Odrodzenia Polski oraz Commendatore dell'Ordine al Merito della Repubblica Italiana.
Jego uczniami są wybitni współcześni romaniści polscy: Maria Zabłocka, Jan Zabłocki, Tomasz Giaro, Bronisław Sitek, Franciszek Longchamps de Berier.
Pochowany na cmentarzu Powązkowskim w Warszawie (kwatera 193-6-7).

## Piastowane funkcje
- kierownik Zakładu Prawa Rzymskiego
- Dyrektor Instytutu Historii Prawa
- prodziekan Wydziału Prawa i Administracji Uniwersytetu Warszawskiego
- Prorektor Uniwersytetu Warszawskiego

## Członkostwo w Towarzystwach
- Towarzystwo Naukowe Warszawskie
- Societe Jean Bodin (Bruksela)
- Societe d'Histoire du Droit (Paryż).

## Publikacje
- Le Droit romain et sa réception en Europe. Les actes du colloque, le 8-10 octobre 1973 / organisę par la Facultę de Droit et d'Admininistration de l'Universitę de Varsovie en collaboration avec l'Accademia Nazionale dei Lincei, ed. par Henryk Kupiszewski et Witold Wołodkiewicz, Varsovie : Univesitę de Varsovie. Facultę de Droit et d'Administration 1978.
- Prawo rzymskie a współczesność, Warszawa: Państwowe Wydawnictwo Naukowe 1988.
- Bedingte Urteile in den griechischen Papyri, „Journal of Juristic Papyrology” 9-10 (1955), s.329-338.
- Le droit hellenistique dans le Νομος Γεωργικος, „Journal of Juristic Papyrology” 16-17 (1971), s.85-98.
- Powtórne małżeństwo w konstytucjach cesarzy w IV i V wieku, „Analecta Cracoviensia” 7 (1975), s.349-366.
- Surveyorship in the Law of Greco-Roman Egypt, „Journal of Juristic  Papyrology” 6 (1952), s.257-228.
- The „Iuridicus Alexandriae”, „Journal of Juristic Papyrology” 7-8 (1954), s.187-204.